# René Stern
René Stern (Albert, René Stern) est un comédien français né à Bordeaux, dans la Gironde, le 6 février 1890 et mort à Paris (13e), le 27 novembre 1952 .

## Filmographie
- 1932 : La Tête d'un homme de Julien Duvivier - le gérant de l’Éden
- 1933 : Matricule 33 de Karl Anton
- 1934 : Cartouche de Jacques Daroy - Craqueur
- 1934 : Liliom de Fritz Lang - l’huissier
- 1934 : Mauvaise Graine de Billy Wilder et Alexander Esway
- 1935 : Le Monde où l'on s'ennuie de Jean de Marguenat - De Saint-Réault
- 1935 : La Vie parisienne de Robert Siodmak
- 1936 : Les Bas-fonds de Jean Renoir - l’employé du comte
- 1936 : Les Demi-vierges de Pierre Caron
- 1936 : Michel Strogoff de Jacques de Baroncelli et Richard Eichberg - le général Kirsanoff
- 1936 : La Porte du large de Marcel L'Herbier - le commissaire
- 1936 : Un grand amour de Beethoven d’Abel Gance
- 1937 : Les Gens du voyage de Jacques Feyder
- 1937 : J'accuse d’Abel Gance
- 1937 : Le Messager de Raymond Rouleau - le notaire
- 1937 : Un meurtre a été commis de Claude Orval
- 1938 : La Vénus de l'or de Charles Méré et Jean Delannoy
- 1939 : Sérénade de Jean Boyer - un élégant
- 1940 : La Comédie du bonheur de Marcel L'Herbier
- 1941 : Caprices de Léo Joannon - l’auteur
- 1942 : Coup de feu dans la nuit de Robert Péguy - un journaliste
- 1942 : Dernier Atout de Jacques Becker - Roberto
- 1942 : Patricia de Paul Mesnier - le domestique de Pressat
- 1943 : Adieu Léonard de Pierre Prévert - un inspecteur
- 1943 : Le Colonel Chabert de René Le Hénaff
- 1943 : Un seul amour de Pierre Blanchar - l’expert
- 1943 : La Main de l'homme de Jean Tedesco et le docteur François Ardoin - court métrage -
- 1945 : Le Capitan de Robert Vernay - film tourné en deux époques -
- 1946 : Antoine et Antoinette de Jacques Becker - le photographe
- 1946 : Dernier Refuge de Marc Maurette
- 1946 : On ne meurt pas comme ça de Jean Boyer
- 1947 : Mademoiselle s'amuse de Jean Boyer - le proviseur
- 1947 : Mandrin de René Jayet - film tourné en deux époques - un laquais
- 1947 : Monsieur Vincent de Maurice Cloche - un prètre
- 1948 : Cinq tulipes rouges de Jean Stelli - le maître d'hôtel
- 1948 : Femme sans passé de Gilles Grangier
- 1949 : Du Guesclin de Bernard de Latour
- 1949 : Le Furet de Raymond Leboursier
- 1949 : L'Homme aux mains d'argile de Léon Mathot
- 1949 : Pas de week-end pour notre amour de Pierre Montazel - M. Alvarez
- 1949 : Rendez-vous de Juillet de Jacques Becker
- 1950 : Allô, au secours ! de Claude Orval - court métrage -

## Théâtre
- 1945 : Arsenic et vieilles dentelles de Joseph Kesselring, mise en scène Jacques-Henri Duval, Théâtre de l'Athénée
- 1947 : La Termitière de Bernard-Charles Miel, mise en scène Aimé Clariond,  Théâtre des Célestins